# Georges Groine
Georges „Jojo“ Groine (* 19. Februar 1934 in Clermont-Ferrand; † 30. November 2022 in Clermont-Ferrand) war ein französischer Rallye-Raid-Fahrer und zweifacher Gewinner der Rallye Dakar in der LKW-Klasse.

## Karriere
Groine fuhr seine erste Rallye Dakar 1980, wurde Dritter der Rallye Dakar 1981 und Gewinner in der LKW-Klasse bei der Rallye Dakar 1982 auf einem Unimog U 1700 L und bei der Rallye Dakar 1983 auf einem Mercedes-Benz 1936 AK. Er nahm, immer auf Mercedes-Benz, insgesamt 27 Mal an der Rallye Dakar teil, davon 10 Mal in der Wertung und 17 Mal als Fahrer eines Servicetrucks.